# Future Now Tour
Il Future Now Tour è il quinto tour della cantante statunitense Demi Lovato per promuovere il suo quinto album in studio Confident e il terzo del collega Nick Jonas per promuovere il suo terzo album in studio Last Year Was Complicated. Inizialmente le date del tour dovevano esser 42, tuttavia sono state aggiunte poi altre 3 in Messico senza la presenza di Jonas.

## Produzione
Il 26 Ottobre 2015, Demi Lovato e Nick Jonas hanno annunciato all'Elvis Duran Show, dopo giorni di voci che sarebbero andati in tour insieme. Lo stesso giorno, hanno parlato del tour a Good Morning America ed è stato anche annunciato che i biglietti sarebbero stati in vendita a partire dal 7 Novembre 2015. Il manifesto per il tour è stato rivelato come "buono" ed è stato descritto molto come "tributi Hunger Games rappresentano Distretto 1". Il 22 marzo 2016, il tour è stato ufficialmente annunciato come una parte del 2016 Honda Civic Tour . I fan hanno avuto la possibilità di entrare nel 2016 Honda Civic Tour con delle lotterie per avere la possibilità di vincere uno dei tre gran premi: un'automobile 2016 Honda Civic Sedan personalizzata dalla Lovato, una moto Honda Grom personalizzata da Jonas, e un viaggio per due persone a Los Angeles per vedere Lovato e Jonas dal vivo in concerto al Forum. Il 14 aprile 2016, è stato annunciato che Mike Posner sarebbe stato un artista d'apertura. Il 28 giugno 2016, è stato annunciato che sarebbe stata Tidal live stream la prima data del tour. Il 29 giugno 2016, Lovato ha annunciato che i centri CAST si sarebbero uniti a loro in tour per promuovere il dialogo aperto sulla salute mentale e il benessere, anche per ispirare i fan e cancellare lo stigma intorno per chiedere aiuto.

## Scaletta
Questa è la scaletta del primo concerto del tour tenutosi il 29 giugno 2016.
1. Levels
2. Champagne Problems
3. Teacher
4. Good Thing
5. The Difference
6. Bacon
7. Numb
8. Chains
9. Confident
10. Heart Attack
11. Neon Lights
12. For You
13. Body Say (Nuova)
14. Fix a Heart
15. Nightingale
16. Warrior
17. Lionheart
18. Stone Cold
19. Chainsaw
20. Close
21. Jealous
22. Skyscraper
23. Give Your Heart a Break
24. Cool for the Summer

### Demi Lovato in concerto da solista
1. Confident
2. Heart Attack
3. Neon Lights
4. Fire Starter
5. For You
6. Got Dynamite
7. Body Say (Nuova)
8. Wildfire
9. My Love Is like a Star
10. Fix a Heart
11. Nightingale
12. Warrior
13. Lionheart
14. Old Ways
15. Kingdom Come
16. Yes
17. Stone Cold
18. Give Your Heart a Break
19. Skyscraper
20. Cool for the Summer